# Franziska Steffen
Franziska Steffen (ur. 25 sierpnia 1981 r.) – szwajcarska narciarka pochodzenia indonezyjskiego, specjalistka narciarstwa dowolnego. Zajęła 13. miejsce w skicrossie na mistrzostwach świata w Ruka. Zajęła także 29. miejsce w tej samej konkurencji na igrzyskach olimpijskich w Vancouver. Najlepsze wyniki w Pucharze Świata osiągnęła w sezonie 2002/2003, kiedy to zajęła 5. miejsce w klasyfikacji generalnej. W sezonie 2003/2004 była druga w klasyfikacji skicrossu.

## Sukcesy

### Igrzyska olimpijskie
| Miejsce | Dzień     | Rok  | Miejscowość | Konkurencja | Zwycięzca       |
| ------- | --------- | ---- | ----------- | ----------- | --------------- |
| 29.     | 23 lutego | 2010 | Vancouver   | Skicross    | Ashleigh McIvor |

### Mistrzostwa Świata
| Miejsce | Dzień    | Rok  | Miejscowość | Konkurencja | Zwycięzca     |
| ------- | -------- | ---- | ----------- | ----------- | ------------- |
| 1.      | 18 marca | 2005 | Ruka        | Skicross    | Karin Huttary |

### Puchar Świata

#### Miejsca w klasyfikacji generalnej
- 2002/2003 – 5.
- 2003/2004 – 7.
- 2004/2005 – 12.
- 2005/2006 – 111.
- 2006/2007 – 57.
- 2007/2008 – 107.
- 2008/2009 – 87.
- 2009/2010 – 86.

#### Miejsca na podium
1. Saas-Fee – 23 listopada 2003 (Skicross) – 2. miejsce
2. Les Contamines – 7 stycznia 2004 (Skicross) – 2. miejsce
3. Pozza di Fassa – 10 stycznia 2004 (Skicross) – 1. miejsce
4. Pozza di Fassa – 11 stycznia 2004 (Skicross) – 2. miejsce
5. Les Contamines – 7 stycznia 2005 (Skicross) – 3. miejsce
6. Kreischberg – 21 stycznia 2005 (Skicross) – 2. miejsce
7. Naeba – 10 lutego 2005 (Skicross) – 2. miejsce

- W sumie 1 zwycięstwo, 5 drugich i 1 trzecie miejsce.